# Johannes Theodorus van Spengler

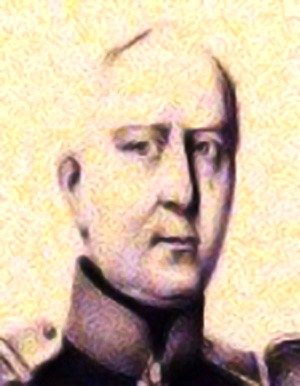
Johannes Theodorus van Spengler

Jhr. Johannes Theodorus van Spengler (* 4. Dezember 1790 in Zutphen, Provinz Gelderland; † 16. November 1856 in Gendringen, Provinz Gelderland) war ein niederländischer Offizier und gemäßigt liberaler Politiker, der unter anderem im Kabinett Thorbecke I zwischen 1849 und 1852 Kriegsminister sowie 1851 kurzzeitig auch kommissarischer Marineminister war.

## Leben
Johannes Theodorus van Spengler begann eine militärische Laufbahn und nahm in an verschiedenen Kriegen gegen das Vereinigte Königreich und Frankreich teil. Am 12. Februar 1816 wurde er als Jonkheer in den Adelsstand erhoben und wurde zu Beginn der Belgischen Revolution 1830 Kommandeur des 1. Bataillons der 7. Infanteriedivision und hatte dieses Kommando bis zum 7. Dezember 1837 inne. Er kam in Antwerpen sowie zwischen dem 2. und 12. August 1831 im Zehn-Tages-Feldzug (Tiendaagse Veldtocht) zum Einsatz und diente zudem von 1832 bis 1834 im mobilen Heer (Mobiele leger). Am 7. Dezember 1837 wurde er Adjutant im außerordentlichen Dienst von König Wilhelm I. sowie ab dem 7. Oktober 1840 von König Wilhelm II. und wurde als solcher am 8. Oktober 1840 zum Oberstleutnant (Luitenant-kolonel) befördert. Nachdem er zwischen dem 1. Januar und dem 6. März 1841 kurzzeitig Kommandeur der Grenadierabteilung war, fungierte er zwischen dem 6. März 1841 und dem 7. März 1845 als Kommandeur des Grenadier-Regiments und erhielt in dieser Verwendung am 24. Oktober 1843 am 24. Oktober 1843 seine Beförderung zum Oberst (Kolonel).
Oberst van Spengler war vom 7. März 1845 bis 30. April 1848 Kommandeur des Grenadier- und Jägerregiments und wurde im Anschluss am 30. April 1848 zum Generalmajor (Generaal-majoor) befördert. Am 1. November 1849 übernahm er im Kabinett Thorbecke I den Posten des Kriegsministers (Minister van Oorlog). Während seiner Amtszeit wurde 1850 der Verteidigungsausschuss (Comité van Defensie) gegründet, ein ständiges Beratungsgremium, das sich aus Offizieren als ordentliche Mitglieder sowie Experten als außerordentliche Mitglieder für Verteidigungsfragen zusammensetzte. 1851 führte er Gesetze zur Regelung der Militärrenten in der Armee und der Marine ein. Nachdem die Zweite Kammer der Generalstaaten am 16. Februar 1852 seinen Gesetzentwurf mit Bestimmungen über Bau-, Bepflanzungs- und andere Arbeiten in einer bestimmten Entfernung von Befestigungsanlagen (Kringenwet) mit 31 gegen 23 Stimmen abgelehnt hatte, trat er am 15. Juli 1852 vorzeitig als Kriegsminister zurück, woraufhin Hendrik Forstner van Dambenoy seine Nachfolge antrat.
Nach dem Rücktritt von Engelbertus Lucas am 20. April 1851 übernahm Spengler bis zu seiner Ablösung durch James Enslie am 1. November 1851 auch kommissarisch das Amt des Marineministers (Minister van Marine ad interim). Während dieser Zeit lehnte die Erste Kammer der Generalstaaten am 2. Mai 1851 mit 25 zu 8 Stimmen den von ihm verteidigten Haushaltsvorschlag von 150.000 Gulden zur Reparatur der Schiffsschleuse Willemsoord ab. Im September 1852 wurde ihm der Titularrang eines Generalleutnants (Luitenant-generaal titulair) verliehen.